# بوفالو (نيويورك)
بوفالو (بالإنجليزية: Buffalo)‏ هي مدينة أمريكية في ولاية نيويورك ،تقع في غرب نيويورك على السواحل الشرقية من بحيرة إري على رأس نهر نياجرا ، على الجانب الآخر من مدينة فورت إيري الكندية، هي المقر الإداري لمقاطعة إيري
اليوم مدينة بوفالو تعتبر من أكبر القطاعات الاقتصادية في الولايات المتحدة الأمريكية ،وذلك في عدة مجالات نذكر منها: الخدمات المالية، والتكنولوجيا، الرعاية الصحية والتعليم،وقد تم الحفاظ على هذا النمو على الرغم من ركود الاقتصاد في الولايات المتحدة الأمريكة وجميع دول العالم 
تعتبر بوفالو المدينة الثانية الأكثر اكتظاظا بالسكان في ولاية نيويورك، بعد مدينة نيويورك، وقد صنفتها مجلة فوربس في عام 2010 في فئة أفضل 10 أماكن لتربية الأسرة في أمريكا.

## الجغرافيا
تقع مدينة بوفاليو في غرب نيويورك على على الطرف الشرقي لبحيرة إري على الجانب الآخر لمدينة فورت إيري الكندية ،عند بداية نهر نياجرا، الذي يتدفق شمالا عبر شلالات نياجارا إلى بحيرة أونتاريو.
وفقا لمكتب التعداد بالولايات المتحدة الأمريكية، أن المساحة الإجمالية لمدينة بوفالو تقدر ب136 كم 2 (52.5 ميل مربع)، منها105 كم 2 ( 40.6 ميل مربع) أرض ، و ب31 كم 2 (11.9 ميل مربع) ماء، وتقدر المساحة الكلية للمياه 22.66٪ من إجمالي المساحة الكلية لمدينة بوفالو.

## الطقس
تتميز منطقة بافالو بمناخ مناخ محيطي في تصنيف كوبن للمناخ
| البيانات المناخية لـبوفالو، نيويورك 1981–2010    | البيانات المناخية لـبوفالو، نيويورك 1981–2010 | البيانات المناخية لـبوفالو، نيويورك 1981–2010 | البيانات المناخية لـبوفالو، نيويورك 1981–2010 | البيانات المناخية لـبوفالو، نيويورك 1981–2010 | البيانات المناخية لـبوفالو، نيويورك 1981–2010 | البيانات المناخية لـبوفالو، نيويورك 1981–2010 | البيانات المناخية لـبوفالو، نيويورك 1981–2010 | البيانات المناخية لـبوفالو، نيويورك 1981–2010 | البيانات المناخية لـبوفالو، نيويورك 1981–2010 | البيانات المناخية لـبوفالو، نيويورك 1981–2010 | البيانات المناخية لـبوفالو، نيويورك 1981–2010 | البيانات المناخية لـبوفالو، نيويورك 1981–2010 | البيانات المناخية لـبوفالو، نيويورك 1981–2010 |
| الشهر                                            | يناير                                         | فبراير                                        | مارس                                          | أبريل                                         | مايو                                          | يونيو                                         | يوليو                                         | أغسطس                                         | سبتمبر                                        | أكتوبر                                        | نوفمبر                                        | ديسمبر                                        | المعدل السنوي                                 |
| ------------------------------------------------ | --------------------------------------------- | --------------------------------------------- | --------------------------------------------- | --------------------------------------------- | --------------------------------------------- | --------------------------------------------- | --------------------------------------------- | --------------------------------------------- | --------------------------------------------- | --------------------------------------------- | --------------------------------------------- | --------------------------------------------- | --------------------------------------------- |
| متوسط درجة الحرارة الكبرى °ف                     | 31.2                                          | 33.3                                          | 42.0                                          | 55.0                                          | 66.5                                          | 75.3                                          | 79.9                                          | 78.4                                          | 71.1                                          | 59.0                                          | 47.6                                          | 36.1                                          | 56.3                                          |
| متوسط درجة الحرارة الصغرى °ف                     | 18.5                                          | 19.2                                          | 26.0                                          | 36.8                                          | 47.4                                          | 57.3                                          | 62.3                                          | 60.8                                          | 53.4                                          | 42.7                                          | 33.9                                          | 24.1                                          | 40.2                                          |
| معدل هطول الأمطار إنش                            | 3.17                                          | 2.49                                          | 2.86                                          | 3.01                                          | 3.07                                          | 3.65                                          | 2.86                                          | 3.26                                          | 3.90                                          | 3.52                                          | 4.01                                          | 3.88                                          | 39.68                                         |
| متوسط تساقط الثلوج إنش                           | 25.8                                          | 18.2                                          | 12.9                                          | 2.8                                           | .3                                            | 0                                             | 0                                             | 0                                             | 0                                             | .9                                            | 7.92                                          | 7.3                                           | 76.12                                         |
| متوسط درجة الحرارة الكبرى °م                     | −0.4                                          | 0.7                                           | 5.6                                           | 12.8                                          | 19.2                                          | 24.1                                          | 26.6                                          | 25.8                                          | 21.7                                          | 15.0                                          | 8.7                                           | 2.3                                           | 13.5                                          |
| متوسط درجة الحرارة الصغرى °م                     | −7.5                                          | −7.1                                          | −3.3                                          | 2.7                                           | 8.6                                           | 14.1                                          | 16.8                                          | 16.0                                          | 11.9                                          | 5.9                                           | 1.1                                           | −4.4                                          | 4.6                                           |
| معدل هطول الأمطار مم                             | 81                                            | 63                                            | 73                                            | 76                                            | 78                                            | 93                                            | 73                                            | 83                                            | 99                                            | 89                                            | 102                                           | 99                                            | 1٬009                                         |
| متوسط تساقط الثلوج سم                            | 66                                            | 46                                            | 33                                            | 7.1                                           | 0.76                                          | 0                                             | 0                                             | 0                                             | 0                                             | 2.3                                           | 20.1                                          | 19                                            | 194.26                                        |
| متوسط أيام هطول الأمطار                          | 19.2                                          | 16.0                                          | 15.1                                          | 13.1                                          | 12.7                                          | 12.1                                          | 10.6                                          | 10.1                                          | 11.4                                          | 12.9                                          | 15.0                                          | 18.3                                          | 166.5                                         |
| متوسط الأيام المثلجة                             | 16.4                                          | 13.3                                          | 8.9                                           | 3.2                                           | —                                             | —                                             | —                                             | —                                             | —                                             | .4                                            | 4.9                                           | 14.0                                          | —                                             |
| ساعات سطوع الشمس الشهرية                         | 89.9                                          | 110.2                                         | 164.3                                         | 204.0                                         | 257.3                                         | 288.0                                         | 306.9                                         | 266.6                                         | 207.0                                         | 158.1                                         | 84.0                                          | 68.2                                          | 2٬204٫5                                       |
| المصدر #1: NOAA (extremes 1873–present)          |                                               |                                               |                                               |                                               |                                               |                                               |                                               |                                               |                                               |                                               |                                               |                                               |                                               |
| المصدر #2: مرصد هونغ كونغ (الشمس فقط، 1961-1990) |                                               |                                               |                                               |                                               |                                               |                                               |                                               |                                               |                                               |                                               |                                               |                                               |                                               |

## العلاقات الدولية

### مدن شقيقة
مدينة بوفالو لديها العديد من المدن الشقيقة، وفقا لما تقرره المنظمة الدولية للمدن الشقيقة (بالإنجليزية: Sister Cities International)‏ :
- ليل، فرنسا (1989)[15]
- دورتموند، ألمانيا (1972)[16]
- سيينا، إيطاليا (1961)[17]
- توريمادجوري، إيطاليا[18]
- سانت آن، جامايكا (2007)[19]
- كانازاوا، محافظة إيشيكاوا، اليابان (1962)[20]
- جيشوف، بولندا (1974)[21][22]
- تفير، روسيا (1989)[23]
- يونجتشيون، كوريا الجنوبية (2011)[24]